# Kashar
Kashar è una frazione del comune di Tirana in Albania (prefettura di Tirana).
Fino alla riforma amministrativa del 2015 era comune autonomo, dopo la riforma è stato accorpato, insieme agli ex-comuni di Baldushk, Bërzhitë, Dajt, Farkë, Krrabë, Ndroq, Petrelë, Pezë, Shëngjergj, Vaqarr, Zall Bastar, Zall Herr a costituire la municipalità di Tirana.

## Località
Il comune era formato dall'insieme delle seguenti località:
- Kashar
- Yzberish
- Mezez
- Yrshek
- Katundi i Ri
- Kus
- Mazre